# واندا خان محمد
واندا خان محمد (به انگلیسی: Wanda Khan Muhammad) یک شورای اتحادیه در پاکستان است که در ناحیه دیره اسماعیل خان واقع شده‌است.